# Higashishirakawa
Higashishirakawa (東白川村?) è un villaggio giapponese della prefettura di Gifu.